# Graysches Paradoxon
Das Graysche Paradoxon ist ein Strömungseffekt, der bei schnellen Walen, etwa den Delfinen auftritt. Der Körper vor allem dieser Arten verfügt in der Realität über weit bessere Strömungseigenschaften, als diese bei einem technischen Körper mit der gleichen Form der Fall ist. Die Namensgebung geht auf den britischen Zoologen James Gray zurück. Er hatte vermutet, die Muskulatur dieser Meerestiere sei nicht kraftvoll genug, um die beobachteten Schwimmgeschwindigkeiten von zehn Meter pro Sekunde gegen den Widerstand des Wassers aufrechtzuerhalten.

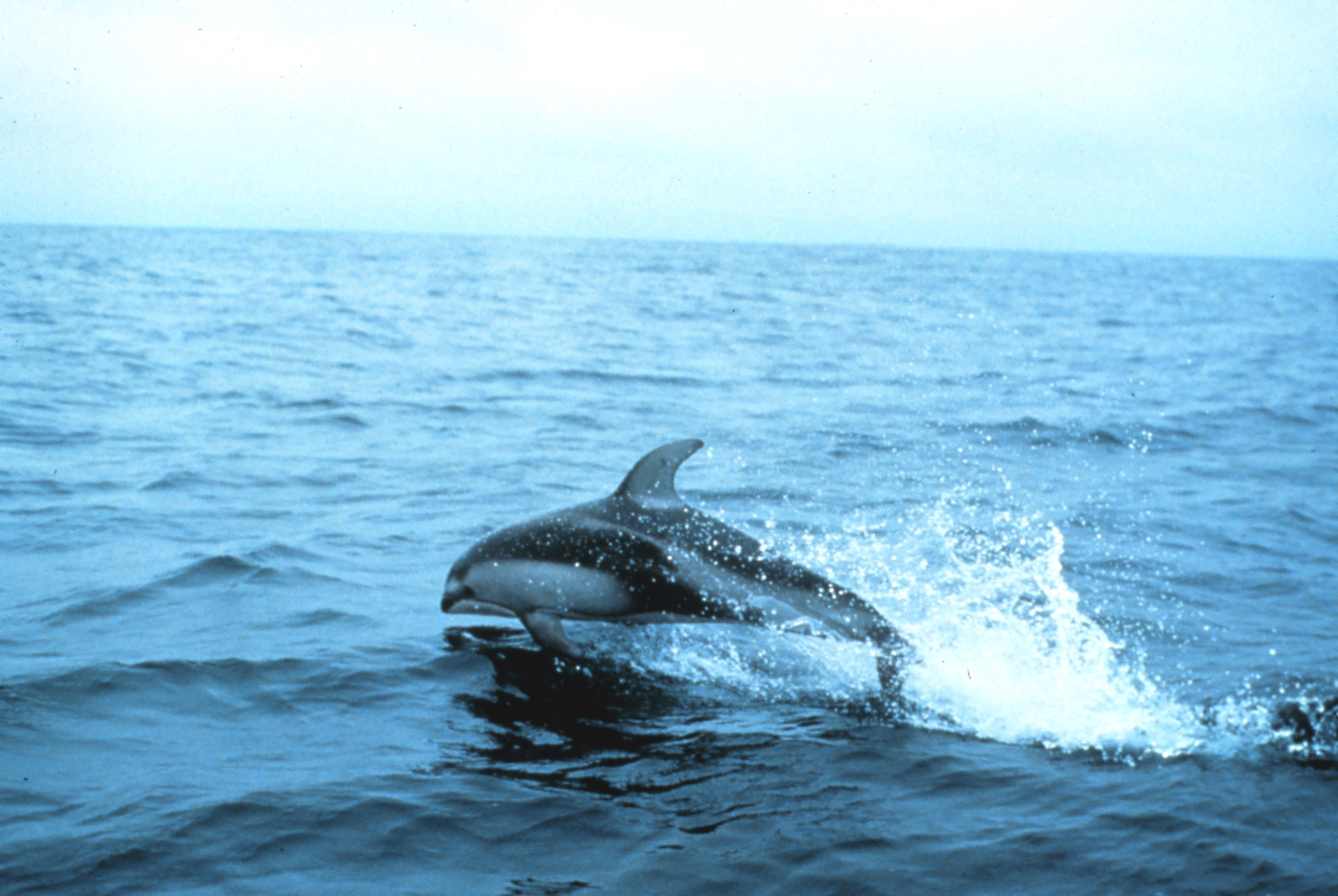
Weißstreifendelfin

Dieses Phänomen wird auf die Dämpfungseigenschaften der Haut zurückgeführt, die störende Wirbelbildung abdämpft. Zu diesem Zweck besitzt die Lederhaut (Corium oder Dermis) lange Papillen, die einen Saum bilden und mit der darüber liegenden Epidermis verzahnt sind. Die Papillen der Lederhaut sitzen dabei auf Lamellen, die weitestgehend quer zur Körperlängsachse und damit auch zur Strömungsrichtung gestellt sind. Aufgrund ihrer Länge hielt man die Papillen zuerst für Ausführungsgänge von Schweißdrüsen, heute weiß man allerdings neben der realen Funktion der Struktur auch, dass Wale keine Hautdrüsen mit Ausnahme der Milchdrüsen besitzen. Neben diesen Dämpfungsstrukturen verfügt die Haut über ein mikroskopisch feines Reliefmuster und durch die Ergebnisse physiologischer Experimente wird auch eine aktive Reaktion der Haut angenommen.
Die Verbesserung der Strömungseigenschaften konnte durch verschiedene Versuche mit künstlicher Walhaut nachgestellt werden.

## Auflösung des Paradoxons
Frank Fish von der University of Pennsylvania und Tim Wei von der Rensselaer's School of Engineering im US-Bundesstaat New York lösten 2008 das Paradoxon. Sie filmten zwei Große Tümmler beim Schwimmen. Die Bewegungen hunderttausender kleiner Luftbläschen im Wasser wurden im Video festgehalten und per Computer analysiert. So konnte die Kraft, die Delfine mit ihrer Schwanzflosse entwickeln, gemessen werden: Im Schnitt mehr als 940 Newton. Damit ist die Kraft, die die Tiere für den Vortrieb normalerweise erreichen, ca. zehnmal größer, als James Gray 1936 vermutete. Steht ein Delphin aufrecht auf seiner Flosse über der Wasseroberfläche, ist die Kraft mit bis zu 1800 Newton sogar bis zu 20 Mal höher, als lange angenommen.
Die Ergebnisse wurden in San Antonio im US-Bundesstaat Texas auf einem Physiker-Kongress vorgestellt.
Zitat: „Wir können nun sagen, dass wir das Rätsel gelöst haben. Die Antwort ist ganz einfach: Die Delfine sind viel stärker als James Gray und viele andere Leute dachten.“